# 태백국가대표선수촌
태백국가대표선수촌(太白國家代表選手村, Taebaek National Training Center of Korean Sports and Olympic Committee)은 대한민국 강원특별자치도 태백시에 있는 스포츠 시설이다. 대한민국 스포츠 국가대표 선수의 훈련을 위해 1998년 6월 30일에 건립된 합숙 훈련 시설이다.

## 참고 문헌
- 〈태백국가대표선수촌〉. 《두피디아》. 두산.
- 《전국 공공체육 시설 현황 (2017년말 기준)》. 대한민국 문화체육관광부. 2019.
- 《2019년 전국 공공체육시설 현황 (2018년말 기준)》. 대한민국 문화체육관광부. 2020.
- 《2023 전국 공공체육시설 현황 (2022년 12월말 기준)》. 대한민국 문화체육관광부. 2024.

## 같이 보기
- 태릉국가대표선수촌
- 진천국가대표선수촌